# Наранг
Нара́нг (пушту نرنګ‎, дари نرنگ Narang) — район провинции Кунар в Афганистане, расположенный в центральной части провинции, к югу от Асадабада. Район окружен высокогорьем и рекой Кунар. Земли, пригодной для сельскохозяйственного использования не очень много. Ирригационная система и более 75 % жилых домов в районе было разрушено в течение войн (см. Гражданская война в Афганистане). Районный центр — деревня Куз Нарандж (34°45′12″ с. ш. 71°01′03″ в. д.), расположенная на высоте 742 метра над уровнем моря.
Население района — 26 700 человек (по данным 2006 года). Национальный состав — почти 100 % пуштуны